# Les Riganais insolites
Pour plus de détails, voir Fiche technique et Distribution.
les Riganais insolites (Neparastie rīdzinieki) est un court métrage d'animation letton réalisé par Roze Stiebra et sorti en 2001. Le film est un hommage à Riga à l'occasion de son 800e anniversaire. Les « Riganais » sont les habitants de Riga. Le film est réalisé avec le soutien de National Film Centre de Lettonie et Culture Capital Fondation de Lettonie.

## Synopsis
En plus des humains, plusieurs créatures insolites vivent également à Riga. Par exemple, les toits et les plus hautes tours sont habités par les coqs d'or qui sont les gardiens de la ville. Parmi eux, un poussin prénommé Justiņš se pose les questions sur son avenir. Va-t-il devenir un coq d'or ou restera un gallinacé ordinaire ? Pendant ce temps, en contrebas sur la petite plage, se pose un dragon. Plusieurs créatures minuscules se précipitent et lui demandent de les emmener faire un tour dans le ciel. Ance, une jeune fille monte sur le coup du dragon avec les autres. Mais dans un virage, elle tombe et atterrit chez les coqs sur les toits. Elle rencontre Justiņš, le coquelet, ensemble ils décident d'explorer la capitale.

## Fiche technique
- Titre : les Riganais insolites
- Réalisation : Roze Stiebra
- Scénario : Ilze Ķuzule-Skrastiņa, Roze Stiebra
- Musique : Valts Pūce
- Image : Juris Petraškevičs
- Animateurs : Maija Brence, Dzintars Krūmiņš, Dagmāra Lauriņa, Dace Liepa
- Textes des chansons : Pēteris Brūveris
- Chansons : Dace Pūce, Valts Pūce, Niks Matvejs
- Animation numérique : Asnate Ribena, Dzintars Krūmiņš, Edmunds Jansons
- Son : Normunds Kļavenieks
- Mixage sonore : Gints Stankevičš
- Sociétés de production : Dauka
- Pays de production :  Lettonie
- Durée : 26 minutes
- Format : couleur - numérique - 2,35:1
- Dates de sortie : 19 août 2001

## Distribution
- Dita Lūriņa
- Karīna Tatarinova
- Mārtiņš Egliens
- Ainārs Ančevskis
- Egils Melbārdis
- Dzintars Krūmiņš